# Xystrota noctuata
Xystrota noctuata är en fjärilsart som beskrevs av Achille Guenée 1858. Xystrota noctuata ingår i släktet Xystrota och familjen mätare. Inga underarter finns listade i Catalogue of Life.